# صراع آدم وحواء مع الشيطان

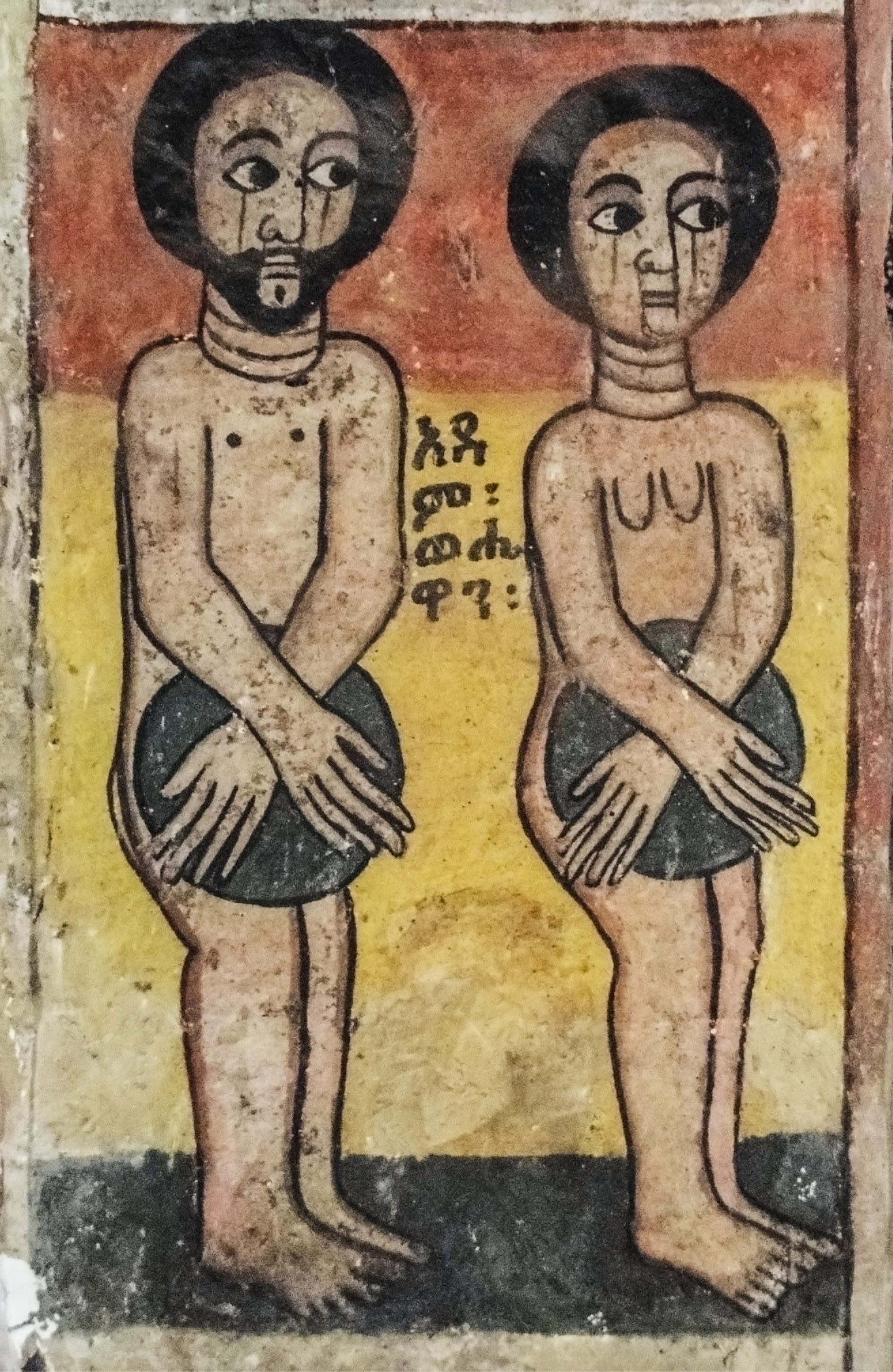
لوحة إثيوبية لآدم وحواء ، كنيسة أبريها وأصبيها

صراع آدم وحواء مع الشيطان (المعروف أيضًا باسم كتاب آدم وحواء ) هو عمل مسيحي غير كنسي يعود تاريخه إلى القرن السادس     تمت كتابته باللغة الجعزية ، وقد تمت ترجم عن أصل عربي قديم و كذلك تمت ترجمته من مصدر سرياني ، ألا وهو كهف الكنوز .

## الطبعات والترجمات
تم ترجمته لأول مرة من النسخة الجعزية الإثيوبية إلى الألمانية بواسطة أغسطس ديلمان .  تمت ترجمته لأول مرة إلى الإنجليزية بواسطة SC Malan و ترجم مجددا للغة الألمانية من قبل إرنست ترامب .ضُمن النصف الأول من ترجمة مالان باسم "الكتاب الأول لآدم وحواء" و"الكتاب الثاني لآدم وحواء" في الكتب المفقودة من الكتاب المقدس وكتب عدن المنسية . و قد أضيفتالكتب المذكورة أدناه بواسطة مالان إلى ترجمته الإنجليزية؛ حيث تنقسم النسخة الإثيوبية إلى أقسام ذات أطوال متفاوتة، ويتعامل كل قسم منها مع موضوع يختلف عمن سبقه.

## المحتوى
يبدأ الكتابان 1 و2 مباشرةً بعد الطرد من جنة عدن، وينتهيان بشهادة أخنوخ وترجمته. يتم التركيز بشكل كبير في الكتاب الأول على حزن آدم وعجزه في العالم خارج الجنة.
في الكتاب الأول، حاول الثعبان الذي تمت معاقبته قتل آدم وحواء ، لكن الله منعه، وعاقب الثعبان مرة أخرى بجعله أخرس وإلقائه في الهند .  وحاول الشيطان أيضًا خداع آدم وحواء وقتلهما عدة مرات. في إحدى محاولاته لقتلهما، قام بإلقاء صخرة كبيرة كانت تحيط بآدم وحواء. ولكن الله قان بانقاذهم وتمت مقارنة هذا الحدث بقيامة المسيح القادمة.  ويتنبأ الله أيضًا بالعديد من الأحداث المستقبلية الأخرى المذكورة في الكتاب المقدس، كنوح والطوفان . 
في سفر التكوين 2، ”أبناء الله“ الذين يظهرون في سفر التكوين 6: 2، هم أبناء شيث، و”بنات الرجال“ هم النساء المنحدرات من قابيل، اللاتي نجحن في إغراء معظم بني شيث بالنزول من جبلهم والانضمام إلى بني قابيل في الوادي الأسفل، بتحريض من جنون بن لاماخ. يخترع جنون هذا الآلات الموسيقية، التي تُنسب عمومًا إلى جوبال؛ لكنه يخترع أيضًا أسلحة حربية، تُنسب عمومًا إلى توبال قايين. يوصف القايينيون، المنحدرون من قابيل القاتل الأول، بأنهم أشرار للغاية، فهم يميلون إلى ارتكاب القتل وسفاح المحارم. بعد إغواء السيثيين أصبح نسلهم ”النفيليم“، ”الرجال الأقوياء“ في سفر التكوين 6، الذين هلكوا جميعًا في الطوفان، كما هو مفصل أيضًا في أعمال أخرى مثل أخنوخ الأول وكتاب اليوبيلات.
يستمر الكتابان 3 و4 في سرد حياة نوح وسام وملكيصادق وغيرهم حتى دمار أورشليم على يد تيتوس عام 70 بعد الميلاد. يتم إعطاء سلسلة الأنساب من آدم إلى يسوع، كما هو الحال في الأناجيل، ولكن بما في ذلك أيضًا أسماء زوجات كل من أسلاف يسوع، وهو أمر نادر للغاية.

## الأصل النصي
إن كهف الكنوز هو عمل سرياني يحتوي على العديد من الأساطير نفسها؛ في الواقع، كما يلاحظ مالان، توجد مجموعة كاملة من القصص التي تتوسع في العهد القديم في التلمود والقرآن الكريم ونصوص أثرية متأخرة أخرى.

## الاختلافات عن سفر التكوين
- 1 آدم وحواء LXXVIII: 16 [9] "ثم في الغد قال آدم لهابيل ابنه: خذ من غنمك صغارًا وجيدة وقدمها لإلهك، وسأكلم أخاك أن يقدم لإلهه تقدمة قمح ' . على النقيض من ذلك، يقول التكوين 4:2-3 : وحدث بعد أيام أن قابيل قدم من ثمر الأرض تقدمة L . وقدم هابيل أيضًا L وتقدمته".
- الكتاب الثاني يحتوي على تناقضات مع حياة قديسي العهد القديم:
  - عاش أنوش 985 سنة (آدم الثاني وحواء 14: 4 [10] ) بينما يقول سفر التكوين أنه عاش 905 سنة ( التكوين 5:11 ).
  - عاش مهللئيل 870 سنة (آدم الثاني وحواء 16: 2 [11] ) بينما يقول سفر التكوين أنه عاش 895 سنة ( التكوين 5:17 ).
  - عاش يارد 989 سنة (آدم الثاني وحواء 21: 13 [12] ) بينما يقول سفر التكوين أنه عاش 962 سنة ( التكوين 5:20 ).